# كارلوس سواريز (ملاكم)
كارلوس سواريز (بالإنجليزية: Carlos Suárez)‏ (مواليد 6 يونيو 1993) هو ملاكم من ترينيداد وتوباغو، مثّل بلاده في الألعاب الأولمبية الصيفية 2012.

## روابط خارجية
كارلوس سواريز على موقع أوليمبيديا (الإنجليزية)